# Nuestro Destino Estaba Escrito
Nuestro Destino Estaba Escrito es el onceavo álbum de la banda de música norteña Intocable.
Fue publicado en las siguientes fechas: 19 de agosto de 2003 (edición estándar) y 27 de octubre de 2003 (Edición Historia y Tradición).

## Lista de Canciones

### Edición Estándar
CD y CD/DVD

| N.º   | Título              | Letras           | Duración |  |
| 1.    | «¿A Dónde Estabas?» | Roberto Martínez | 3:35     |  |
| 2.    | «Soy un Novato»     | Luis Padilla     | 3:14     |  |
| 3.    | «¿Cuántas Veces?»   | Luis Padilla     | 3:41     |  |
| 4.    | «Eso Duele»         | Luis Padilla     | 3:16     |  |
| 5.    | «Invisible»         | Marco Pérez      | 3:16     |  |
| 6.    | «Si Pudiera»        | Luis Padilla     | 4:09     |  |
| 7.    | «Aunque Me Duela»   | Roberto Martínez | 3:02     |  |
| 8.    | «Siempre Al Final»  | Roberto Martínez | 4:09     |  |
| 9.    | «Historia de Amor»  | Josué Contreras  | 3:29     |  |
| 10.   | «Si Nos Tenemos»    | Luis Padilla     | 3:46     |  |
| 35:42 |                     |                  |          |  |

### Edición Historia y Tradición
Información proporcionada por Allmusic 

| N.º | Título                         | Duración |  |
| 11. | «Eso Duele (Multimedia Track)» | 3:18     |  |